# Юшанка
Юшанка — река в России, протекает в Майнском районе Ульяновской области. Правый приток Сельди.

## География
Река Юшанка берёт начало у посёлка Безлесный. Течёт на север по открытой местности мимо населённых пунктов Безречный и Апалиха. Устье реки находится у села Юшанское в 39 км по правому берегу реки Сельдь. Длина реки составляет 12 км. На реке Юшанке устроено 2 пруда.

## Данные водного реестра
По данным государственного водного реестра России относится к Верхневолжскому бассейновому округу, водохозяйственный участок реки — Свияга от истока до села Альшеево, речной подбассейн реки — Волга от впадения Оки до Куйбышевского водохранилища (без бассейна Суры). Речной бассейн реки — (Верхняя) Волга до Куйбышевского водохранилища (без бассейна Оки).
По данным геоинформационной системы водохозяйственного районирования территории РФ, подготовленной Федеральным агентством водных ресурсов:
- Код водного объекта в государственном водном реестре — 08010400512112100002233
- Код по гидрологической изученности (ГИ) — 112100223
- Код бассейна — 08.01.04.005
- Номер тома по ГИ — 12
- Выпуск по ГИ — 1